# Kai Hirano
Kai Hirano (平野 甲斐 Hirano Kai?, nacido el 16 de agosto de 1987 en Shimane) es un futbolista japonés que se desempeñaba como centrocampista.

## Trayectoria

### Clubes
| Club              | País      | Año         |
| ----------------- | --------- | ----------- |
| Kataller Toyama   | Japón     | 2010 - 2012 |
| Buriram United FC | Tailandia | 2013 - 2014 |
| Cerezo Osaka      | Japón     | 2014        |
| Army United FC    | Tailandia | 2015 - 2017 |
| Lampang FC        | Tailandia | 2017 - 2018 |

## Estadística de carrera

### J. League
| Club            | Año   | J. League | J. League | Copa J. League | Copa J. League | Total | Total |
| Club            | Año   | Part.     | Goles     | Part.          | Goles          | Part. | Goles |
| --------------- | ----- | --------- | --------- | -------------- | -------------- | ----- | ----- |
| Kataller Toyama | 2010  | 14        | 1         | -              | -              | 14    | 1     |
| Kataller Toyama | 2011  | 21        | 2         | -              | -              | 21    | 2     |
| Kataller Toyama | 2012  | 22        | 1         | -              | -              | 22    | 1     |
| Cerezo Osaka    | 2014  | 7         | 1         | 2              | 0              | 9     | 1     |
| Total           | Total | 64        | 5         | 2              | 0              | 66    | 5     |